# Крегуйш
Крегуйш (рум. Crăguiș) — село у повіті Хунедоара в Румунії. Входить до складу комуни Дженерал-Бертело.
Село розташоване на відстані 283 км на північний захід від Бухареста, 27 км на південь від Деви, 138 км на південний захід від Клуж-Напоки, 130 км на схід від Тімішоари.

## Населення
За даними перепису населення 2002 року у селі проживали 92 особи, усі — румуни. Усі жителі села рідною мовою назвали румунську.